# 체인소 맨 (애니메이션)
《체인소 맨》(일본어: チェンソーマン)은 후지모토 타츠키에 의한 동명의 만화를 원작으로 한 애니메이션 작품이다. TV 애니메이션은 2022년 10월부터 12월까지 TV 도쿄 계열 등에서 방송되었다.

## 등장인물
- 덴지 - 성우: 토야 키쿠노스케
- 마키마 - 성우: 쿠스노키 토모리
- 하야카와 아키 - 성우: 사카타 쇼고
- 파워 - 성우: 파이루즈 아이

## 스태프
| 원작                                       | 후지모토 타츠키                             |
| 감독                                       | 나카야마 류                                 |
| 치프 연출                                  | 나카조노 마코토                             |
| 시리즈 구성·각본                           | 세코 히로시                                 |
| 캐릭터 디자인                              | 스기야마 카즈타카                           |
| 악마 디자인                                | 오시야마 키요타카                           |
| 액션 디렉터                                | 요시하라 타츠야                             |
| 프롭·의상 디자인                           | 야마모토 아야 와다 타쿠야(제8, 9, 11, 12화) |
| 미술 감독                                  | 타케다 유스케 무네마사 타쿠야(보좌)         |
| 미술 설정                                  | 나카시마 미카 마츠다 하루카(제3, 5~7화)     |
| 색채 설계                                  | 나카노 나오미                               |
| 촬영 감수                                  | 미야하라 요헤이                             |
| CGI 프로듀서                               | 탄나와 유스케                               |
| 3DCG 디렉터                                | 오쿠노 모토이, 요코카와 카즈마사            |
| 촬영 감독                                  | 이토 텟페이                                 |
| 편집                                       | 요시타케 마사토                             |
| 음악                                       | 우시오 켄스케 야스바 하루노(협력)           |
| 음향 감독                                  | 코이즈미 키스케                             |
| 제작 프로듀서                              | 키무라 마코토                               |
| 크리에이티브 프로듀서· 애니메이션 프로듀서 | 세시모 케이스케                             |
| 제작(制作)·제작(製作)                      | MAPPA                                       |

## 제작

### 기획
제작위원회 방식을 이용하지 않고, MAPPA 단독 출자로 이루어졌다. 애니메이션 프로듀서를 맡은 MAPPA의 세시모 케이스케는, '《체인소 맨》을 보다 좋은 형태로 영상화하고 싶다'라고 하는 전제하에서 어떤 스태핑이 좋은지 토론한 결과, 여러 회사의 간부가 모여 다양한 사상이 뒤섞인 제작위원회 방식보다 자사에서 모두 제작비를 내는 것이 표현적으로나 비즈니스적으로나 자유도가 높다고 판단했다고 슈에이샤 온라인과의 인터뷰에서 밝혔다.
세시모는 스태핑에 있어서 원작이 점프 작품에 있어서 이색적이기 때문에, 연출이나 표현의 정해진 형태를 가지지 않는 신인에게 투입하는 것이 재미있을 것이라고 생각했다고 인터뷰에서 밝혔다. 이 때, 세시모는 자신이 입사했을 때부터 애니메이터로서의 재능을 보이고 있던 나카야마 류를 감독으로서 기용했다.
나카야마는 MAPPA의 다른 작품 《주술회전》의 제19화 〈흑섬〉의 연출·그림 콘티 등을 다룬 실적이 있지만, TV 시리즈의 감독은 본작이 처음이다.
시리즈 구성과 각본은 세코 히로시가 담당했다.
덧붙여 세시모는 캐릭터 디자인이나 캐스팅, 그림 콘티의 체크부터 영상 표현에 이르기까지 하나하나 후지모토로부터 의견을 받도록 하고 있다고 인터뷰에서 말했다.

### 설정·연출
애니메이션은 만화와 달리 리얼한 시간축으로 표현할 필요가 있기 때문에, 영상화에 있어서는 '원작의 충실한 재현'이라기보다는, '원작을 영상화했을 때에 보다 충실하게 보이게 한다'라는 방침이 취해지고, 화면 구성에 관해서는 사실적 또는 영화적으로하는 방침이 세워졌다.
세코는 원작을 읽었을 때 '영화적인 만화'라고 강하게 느꼈다고 리얼 사운드와의 인터뷰 속에서 밝혔으며 시나리오를 집필하고 있을 때도 원작의 열량을 낮추지 않도록 의식 하고 있었다고 말했다.
시리즈 구성에 들어가기 전에, 감독과 상담 후 영상화하는 범위를 정하고, 그 후 이야기의 내용을 할당해 원작자의 감수하에 조정한다. 세코는 이 방법은 해외 드라마의 영향이라고 인터뷰에서 인정하고 있으며, 이야기의 할당이 가장 중요하다고 해도, 각 에피소드에 테마가 있는지, 그리고 마지막 순서를 어떻게 하는지를 특히 중요시 하고 있다고 말했다. 표현의 보완 등을 목적으로 텔레비전 애니메이션판 독자적인 장면을 추가할 때도, 원작의 매력을 떨어트리거나 원작과 어긋나는 일이 없도록 세심한 주의를 기울였다. 예를 들어, 제1화의 경우, 많은 좀비에 쫓겨난 덴지가 사물함을 쓰러뜨리고 발이 묶이는 장면이 추가되었는데 이것은 《워킹 데드》 등의 좀비물을 힌트로 삼았다.
또, 원작은 과격한 묘사가 많은 것으로 알려져 있지만, 나카야마는 '이야기 속에서 일어난 것은 제대로 묘사한다'라고 하는 방침을 세우고 있어, 이를 억제하면 《체인소 맨》이 아니게 되어 버리면 패미통과의 인터뷰 속에서 밝혔다. 나카야마는 이와 같은 그로테스크한 묘사를 할 수 있는 다른 이유로서, 베는 상대가 인간이 아니라 악마나 좀비인 것을 들고 있어, 방송사의 조사가 들어간 뒤, 협의에 문제가 없는 것을 확인하고 나서 묘사하고 있다고도 이야기했다. 또, 나카야마는 더 묘사를 과격하게 할 수 있지만, 《체인소 맨》의 매력은 그것에 한정되지 않기 때문에, 시청자를 필요 이상으로 불쾌하게 하면 《체인소 맨》다운 영상화로부터 멀어져 버린다고도 말했다.

## 주제가
엔딩 테마는 총 12화 모두 다르며, 주마다 바뀐다.
KICK BACK
요네즈 켄시에 의한 오프닝 테마. 작사·작곡은 요네즈 켄시, 편곡은 요네즈 켄시, 츠네타 다이키.
칼날 길이 2억 센티(刃渡り2億センチ)
맥시멈 더 호르몬에 의한 삽입곡·제3화 엔딩 테마. 작사·작곡은 맥시멈 더 료쿤.
CHAINSAW BLOOD
Vaundy에 의한 제1화 엔딩 테마. 작사·작곡·편곡은 Vaundy.
남은 목숨(残機)
계속 한밤중이면 좋을 텐데.에 의한 제2화 엔딩 테마. 작사·작곡은 ACA네, 편곡은 100번 구토, ZTMY.
알약(錠剤)
TOOBOE에 의한 제4화 엔딩 테마. 작사·작곡·편곡은 TOOBOE.
인 더 백룸(インザバックルーム)
sudou에 의한 제5화 엔딩 테마. 작사·작곡·편곡은 sudou.
대뇌적인 랑데부(大脳的なランデブー)
Kanaria에 의한 제6화 엔딩 테마. 작사·작곡·편곡은 Kanaria.
쪽, 다양성.(ちゅ、多様性。)
아노에 의한 제7화 엔딩 테마. 작사는 아노, 마나베 슈이치, 작곡은 마나베 슈이치, 편곡은 TAKU INOUE.
first death
TK from 린토시테시구레에 의한 제8화 엔딩 테마. 작사·작곡·편곡은 TK.
Deep down
Aimer에 의한 제9화 엔딩 테마. 작사는 aimerrhythm, 작곡은 나가사와 카즈마, 편곡은 타마이 켄지, 모로타 루이.
DOGLAND
PEOPLE 1에 의한 제 10화 엔딩 테마. 작사·작곡은 Deu, 편곡은 Deu, ajime Taguchi.
바이올런스(バイオレンス)
여왕벌에 의한 제11화 엔딩 테마. 작사·작곡은 아부쨩, 편곡은 여왕벌, 츠카다 코지.
파이트 송(ファイトソング)
Eve에 의한 제12화 엔딩 테마. 작사·작곡은 Eve, 편곡은 Numa.

## 에피소드 목록
| 화수 | 제목                                | 그림 콘티                                       | 연출                        | 작화 감독 | 총작화 감독                                                                                  | 방송일           |
| ---- | ----------------------------------- | ----------------------------------------------- | --------------------------- | --- | -------------------------------------------------------------------------------------------- | ---------------- |
| #01  | 犬とチェンソー 개와 체인소          | 나카야마 류                                     | 나카야마 류                 | 마츠우라 리키 야마자키 소타 시미즈 타카코 야마카도 이쿠오 | 스기야마 카즈타카                                                                            | 2022년 10월 12일 |
| #02  | 東京到着 도쿄 도착                  | 야타베 토코                                     | 야타베 토코 나카조노 마코토 | 야마모토 아야 세키 미나미 야마자키 안리 키타무라 신야 | 스기야마 카즈타카 사이타 히로유키 이토 키미노리                                              | 10월 19일        |
| #03  | ニャーコの行方 냐코의 행방          | 타나카 히로노리                                 | 타나카 히로노리             | 타나카 히로노리 타카타 요스케 장 샤오웨이 | 시미즈 타카코 사이타 히로유키 스기야마 카즈타카                                              | {10월 26일       |
| #04  | 救出 구출                           | 요시하라 타츠야                                 | 요시하라 타츠야             | 타카타 요스케 시미즈 유스케 하세가와 히토미 코노 토시야 | 스기야마 카즈타카 마츠우라 리키                                                              | 11월 2일         |
| #05  | 銃の悪魔 총의 악마                  | 카미야 토모미                                   | 타카타 요스케               | 타카타 요스케 노다 토모미 키타무라 신야 야마모토 아야 駿 | 시미즈 타카코 사이타 히로유키 스기야마 카즈타카                                              | 11월 9일         |
| #06  | デンジを殺せ 덴지를 죽여라          | 에노키도 슌                                     | 에노키도 슌                 | 야지마 요스케 야마카도 이쿠오 아오키 리에 하세가와 히토미 | 사이타 히로유키                                                                              | 11월 16일        |
| #07  | キスの味 키스의 맛                  | 나카조노 마코토 나카야마 류 와타나베 케이이치로 | 나카조노 마코토             | 하세가와 히토미 시미즈 유스케 타카기 하루미 야마자키 안리 이케다 사토시 | 마츠우라 리키 스기야마 카즈타카 시미즈 타카코 駿                                             | 11월 23일        |
| #08  | 銃声 총성                           | 고쇼조노 쇼타                                   | 고쇼조노 쇼타 사토 타케루   | 니이누마 타쿠야 이토 키미노리 | 야마자키 소타 스기야마 카즈타카 駿                                                           | 11월 30일        |
| #09  | 京都より 교토에서                   | 타나카 히로노리                                 | 카네코 타카히로             | 타나카 히로노리 야마모토 아야 아오키 리에 하세가와 히토미 이이다 타케시 핫토리 사토시 키타무라 신야 | 사이타 히로유키 시미즈 타카코                                                                | 12월 7일         |
| #10  | もっとボロボロ 더 너덜너덜하게      | 요시하라 타츠야                                 | 요시하라 타츠야             | 야마카도 이쿠오 시미즈 유스케 이토 신야 HAHI | 스기야마 카즈타카 야마자키 소타 야지마 요스케 시미즈 타카코 마츠우라 리키 駿                 | 12월 14일        |
| #11  | 作戦開始 작전 개시                  | 나카조노 마코토                                 | 나카조노 마코토 사토 타케루 | 이이다 타케시 하세가와 히토미 아오키 리에 핫토리 사토시 야마자키 안리 야마모토 아야 노다 토모미 | 야마자키 소타 사이타 히로유키 스기야마 카즈타카 시미즈 타카코 駿                             | 12월 21일        |
| #12  | 日本刀VSチェンソー 일본도 VS 체인소 | 나카야마 류                                     | 나카야마 류                 | 야지마 요스케 마츠우라 리키 사이타 히로유키 야마자키 소타 시미즈 타카코 駿 하세가와 히토미 야마카도 이쿠오 이토 신야 키타무라 신야 시미즈 유스케 아오키 리에 야마자키 안리 야마모토 아야 쇼이치 리쿠 10＋10 | 스기야마 카즈타카 야지마 요스케 마츠우라 리키 사이타 히로유키 야마자키 소타 시미즈 타카코 駿 | 12월 28일        |